# Johannes Hoffmeister (Philosoph)
Johannes Hoffmeister (* 17. Dezember 1907 in Heldrungen; † 19. Oktober 1955 in Bonn) war ein deutscher Philosoph und Germanist.

## Leben und Wirken
Hoffmeister promovierte 1929 bei Friedrich Gundolf in Heidelberg über Caspar von Barth und begann bald darauf seine editorischen Arbeiten zu Hegel. Ihm wurde von dem Verleger Felix Meiner die Aufgabe übertragen, die in der Berliner Staatsbibliothek lagernden und bis dahin unveröffentlichten Manuskripte zur „Jenenser Realphilosophie“ (Vorlesungen 1803/04) zu entziffern. Die Moses-Mendelssohn-Stiftung (Berlin) finanzierte diese Arbeit, einem Vorschlag Richard Kroners, des Präsidenten des Internationalen Hegel-Kongresses folgend, für zwei Jahre. Im Wettstreit mit dem bis dahin führenden Hegel-Editor Georg Lasson und in ständiger Zusammenarbeit mit ihm „gelang es schließlich, die kaum lesbaren Entwürfe und Niederschriften zu entziffern, die infolge der fortgesetzten Korrekturen und Zusätze Hegels jedes Sinnzusammenhangs zu entbehren schienen.“ Die Edition erschien 1931 und 1932 innerhalb der Lassonschen „Sämtliche Werke“-Ausgabe.
Seit 1932 war Hoffmeister Hauslehrer und Lektor bei Felix Meiner in Leipzig. Gefördert von der „Deutschen Gemeinschaft zur Erhaltung und Förderung der Forschung“, der Vorläuferin der Deutschen Forschungsgemeinschaft (DFG), gab er seit 1933 diverse Hegel-Editionen heraus. Im Januar 1936 wurde er Hilfsassistent am Philosophischen Institut der Universität. Nachdem er diese Stelle wegen persönlicher Differenzen mit Hermann Glockner im Februar 1938 aufgeben musste, übernahm er eine Stelle als Lexikon-Redakteur im Brockhaus-Verlag.
Während des NS-Regimes gehörte Hoffmeister mehreren nationalsozialistischen Vereinigungen an. Am 1. November 1936 trat er in Leipzig der SA bei. Vom 1. Januar 1939 bis zum 31. März 1941 wurde er von der Nachwuchsförderung des NSDDB unterstützt. Im März 1939 nahm er an einer „Philosophischen Arbeitstagung“ des Amtes Rosenberg auf Schloss Buderose teil. Am 23. November 1939 beantragte er die Aufnahme in die NSDAP und wurde zum 1. Januar 1940 aufgenommen (Mitgliedsnummer 7.939.387).
Die Weiterführung seiner akademischen Berufsziele wurde ihm im Februar 1939 ermöglicht, als er „Volontärassistent“ am Philosophischen Institut in Leipzig wurde. Im Frühjahr 1941 habilitierte er sich für Neuere Deutsche Literatur an der Universität Bonn.
Von März bis Oktober 1941 war Hoffmeister Soldat. In den Jahren 1942 bis 1944 lehrte er als Lektor im Fach Deutsche Literatur an der Universität Sorbonne im besetzten Paris. Bis Sommer 1945 war er in Nordwestfrankreich in einem amerikanischen Kriegsgefangenenlager interniert. Krankheitsbedingt aus der Gefangenschaft entlassen, lehrte er seit 1946 wieder an der Bonner Universität, wo er 1948 zum außerplanmäßigen Professor für Neuere deutsche Sprache und Literatur ernannt wurde. Neben seinen Vorlesungen über Renaissance- und Barockliteratur, Romantik, Hölderlin und weitere Themen leitete er seit 1953 eine von ihm begründete und wiederum von der DFG unterstützte „Neue Kritische Hegel-Ausgabe“.
Zu seinen Schülern gehörten die beiden Hegel-Forscher Otto Pöggeler und Friedhelm Nicolin, Richard Müller, Karl Otto Brogsitter und Kurt Müller-Vollmer.

## Bedeutung
Hoffmeister hat seine Hegel-Editionen (Schriften, Vorlesungen) mit einem hohen kritischen Anspruch versehen. Vielfach erschließen sie erstmals die Texte. So bilden sie, auch wenn sie nicht mehr in allem den Anforderungen einer kritischen Präsentation entsprechen, doch vielfach noch immer die Grundlage des Hegel-Studiums. Nach wie vor unüberholt sind seine Ausgaben der Hegelschen Korrespondenz (Briefe von und an Hegel, 1951–1954) sowie von Zeugnissen zu Hegels Leben und Wirkung. Für die Geschichte der Hegel-Philologie große Bedeutung haben auch die Ausgaben der Vorlesungen zur Geschichte der Philosophie (der Band mit Hegels „Einleitung“ erschien 1940, darin: „Zur Methode der Edition Hegelscher Vorlesungen“) sowie der Berliner Schriften 1818–1831 (1956). Die von Hoffmeister initiierte „Neue Kritische Gesamtausgabe“ ist zwar nach seinem Tod nicht weitergeführt worden, bildet aber einen wichtigen Schritt auf dem Weg zu den seit 1968 erscheinenden „Gesammelten Werken“.
1955 gab Johannes Hoffmeister das umfassend bearbeitete Wörterbuch der philosophischen Begriffe in einer zweiten Auflage heraus. Die erste Auflage, zu der Hans Leisegang Vorarbeit geleistet hatte, erschien 1944.  Grundlage dieser Ausgabe war das Wörterbuch der philosophischen Grundbegriffe von Friedrich Kirchner. Eine Überarbeitung hatte Hoffmeister bereits in den 1930er Jahren begonnen – sie enthält allerdings eine Vielzahl problematischer politischer und weltanschaulicher Urteile, da sie „in Teilen auf die Herrschaft des Nationalsozialismus hatte Rücksicht nehmen müssen, um überhaupt erscheinen zu können.“ Stark zeitbedingt ist auch ein 1934 anonym herausgegebener Band Hegel heute. Eine Auswahl aus Hegels politischer Gedankenwelt.
Obwohl er bei seinem Tod erst 47 Jahre alt war und seine Kräfte hauptsächlich der Hegel-Forschung gewidmet hatte, hat Hoffmeister auch in anderen Bereichen der Goethezeit-Forschung gewichtige Beiträge geleistet. Dazu gehört eine Interpretation des Goetheschen „Märchens“. Ein weitgediehenes Buch zu Hölderlin blieb unvollendet, unausgeführt der Plan einer Hegelbiographie. Eine Sammlung von Vorträgen (gehalten im Kriegsgefangenenlager) über Meister Eckhart, Kant, Goethe, Schiller, Hegel und Hölderlin enthält das Buch „Heimkehr des Geistes“ (1946).

## Werke

### Schriften
- Goethe und der deutsche Idealismus. Leipzig 1932.
- Hölderlin und die Philosophie. Habilitation. Leipzig 1932.
- Friedrich Hölderlin, 1770–1843. Institut Allemand, Paris 1943.
- Goethes „Urworte-Orphisch“. Eine Interpretation. Tübingen 1930.
- Die Problematik des Völkerbundes bei Kant und Hegel. Tübingen 1934.
- Hölderlins Empedokles. Aus dem Nachlass herausgegeben von Richard Matthias Müller. Bouvier, Bonn 1963.

### Hegel-Ausgaben
- Hegels sämtliche Werke. 18 Bände. 1905- (Herausgeber als Nachfolger von Georg Lasson);
  - darin: Jenenser Realphilosophie. Aus dem Manuskript hrsg. von Johannes Hoffmeister. Meiner, Leipzig 1931–1932 (Hegel: Sämtliche Werke ; 19. 20 / Philosophische Bibliothek ; [Neue Ausg.] 66 a. b. 67: [vielm. c!]).
- Hegel. Neue Kritische Ausgabe im Rahmen der Philosophischen Bibliothek bei Felix Meiner, Hamburg, ab 1953.
- Briefe von und an Hegel. Band 1–3, 1951–1954.
- Dokumente zu Hegels Entwicklung. Stuttgart 1936.

### Weitere Ausgaben
- Johann Wolfgang von Goethe: Die Wahlverwandtschaften. Unterhaltungen deutscher Ausgewanderten. Das Märchen. Die guten Weiber. Novelle. Reise der Söhne Megaprazons. Bruchstück eines Romans in Briefen. Hrsg. von Joh. Hoffmeister. Mainzer Presse, Mainz/Weimar 1932 / Insel, Leipzig 1939 (Welt-Goethe-Ausgabe).
- Johann Wolfgang Goethe: Das Märchen. Mit Einführung und Anhang. Iserlohn 1948.
- Heinrich von Kleist: Der zerbrochene Krug. Schulausgabe. Köln 1950.

### Wörterbuch
- als Hrsg.: Wörterbuch der philosophischen Begriffe. (= Philosophische Bibliothek. Band 225). Begründet von Friedrich Kirchner. Vollständig neu bearbeitet. Meiner, Hamburg 1944, DNB 580216144.
- als Hrsg.: Wörterbuch der philosophischen Begriffe. (= Philosophische Bibliothek. Band 225). 2. Auflage. Verlag von Felix Meiner, Hamburg 1955, DNB 452069270.